# Edvard August Scharling
Edvard August Scharling (1. marts 1807 i København – 11. september 1866 sammesteds) var en dansk kemiker, bror til C.E. Scharling. 
Ifølge Salmonsens konversationsleksikon (1926) blev Scharling 1828 farmaceutisk kandidat, uddannede 
sig videre i kemi i Zeises laboratorium, blev derefter 1829, da den polytekniske Læreanstalt 
blev oprettet, assistent hos H.C. Ørsted, fik 1832 den Thottske præmie for besvarelsen af 
en opgave fra Videnskabernes Selskab om klinten og dens indflydelse på gæringen, og tog 1834 polyteknisk eksamen. Scharling studerede derpå to år i udlandet og blev derefter 1836 lektor i kemi ved Kirurgisk Akademi, 1837-45 tillige docent i fysik og kemi ved Veterinærskolen. 1839 tog Scharling magistergraden og blev derpå fast ansat ved Polyteknisk Læreanstalt, 1840 blev han lektor i kemi ved Københavns Universitet, 1842 ekstraordinær professor og 1847 Zeises efterfølger som ordinær professor i organisk kemi. 1843 blev Scharling medlem af Videnskabernes Selskab, 1848 medlem af bestyrelsen for Polyteknisk Læreanstalt.
Af Scharlings videnskabelige arbejder, som næsten alle bevæger sig på den organiske kemis område, skal nævnes hans undersøgelser over blæresten, over den mængde kulsyre, et menneske daglig udånder, og over flere balsamer og fedtstoffer; disse undersøgelser er udført med stor pålidelighed og nøjagtighed. Tillige skal det nævnes, at Scharling i universitetets reformationsfestskrift 1857 offentliggjorde en vigtig afhandling, »Bidrag til at oplyse de Forhold, under hvilke Kemien har været dyrket i Danmark«, hvori han bl.a. stiller Christian IV’s og Frederik III’s interesse for kemien i et nyt lys og giver mange oplysninger om Danmarks kemiske laboratorier. Scharling udkastede planen til et nyt universitetslaboratorium og forestod dettes indretning; han indviede det januar 1859.
1853 blev han Ridder af Dannebrog.
Han er begravet på Assistens Kirkegård.